# 산산이 부서진 이름이여
"산산이 부서진 이름이여"는 1991년에 개봉한 대한민국의 영화이다.

## 캐스팅
- 최진영 : 침해 역
- 김금용 : 묘흔 역
- 전무송 : 무불 역
- 신성일 : 진공 역
- 전숙 : 이탄 역
- 조주미 : 묘련 역
- 황우연 : 파소행자 역
- 노석래 : 육행자 역
- 박동현 : 경원 역
- 김상익 : 미륵 역
- 장윤정 : 법란 역
- 김은진 : 보현 역
- 김문숙 : 김행자 역
- 조윤진 : 조행자 역
- 조정임 : 조행자 역
- 장인한 : 법연 역

## 수상
- 1991년 제12회 청룡영화상
  - 남자신인상 - 최진영
  - 여자신인상 - 김금용
- 1991년 제2회 춘사영화상
  - 신인연기상 - 최진영, 김금용